# Scripting for the Java Platform
Scripting for the Java Platform — это спецификация фреймворка для встраивания скриптов в исходный код Java. Этот механизм используется для исполнения из программ на Java кода на других языках программирования.

## Применение
Обычным применением данной функциональности является описание элементов бизнес-логики приложения в виде скриптов на более простом, чем Java, языке, что позволяет привлекать для их разработки специалистов, имеющих лишь базовые навыки программирования. Также появляется возможность более гибкого конфигурирования и расширения исходного приложения путём разработки к нему дополнений («плагинов») на скриптовых языках. 

## История
На текущий момент (для спецификации Java 8) не существует официального требования включения в JVM каких-либо скриптовых движков, но Oracle JVM для Java 6 и более поздних версий включает поддержку движка JavaScript, базирующуюся на Rhino в версиях с 1.6R2 до Java 8, и Nashorn, начиная с Java 8.
Спецификация Scripting for the Java Platform была разработана в рамках Java Community Process, получив номер JSR 223. Её финальный релиз выпущен 11 декабря 2006 года. Однако 13 декабря 2016, после дискуссии и голосования, было решено, что эта функциональность будет включена как составная часть в Java 9, и JSR 223 была отозвана.